# ويس بال
ويس بال (بالإنجليزية: Wes Ball)‏ هو مصمم جرافيك ومخرج أمريكي، ولد في 28 أكتوبر 1980 في الولايات المتحدة.

## وصلات خارجية
- ويس بال على موقع IMDb (الإنجليزية)
- ويس بال على موقع روتن توميتوز (الإنجليزية)
- ويس بال على موقع ألو سيني (الفرنسية)
- ويس بال على موقع أول موفي (الإنجليزية)
- ويس بال على موقع بوكس أوفيس موجو (الإنجليزية)
- ويس بال على موقع قاعدة بيانات الأفلام السويدية (السويدية)
- ويس بال على موقع قاعدة بيانات الفيلم (الإنجليزية)
- ويس بال على موقع كينوبويسك (الروسية)